# بحبوش
بحبوش هي قرية لبنانية من قرى قضاء الكورة في محافظة الشمال.